# Tabanus sublongus
Tabanus sublongus är en tvåvingeart som beskrevs av Stone 1938. Tabanus sublongus ingår i släktet Tabanus och familjen bromsar. Inga underarter finns listade i Catalogue of Life.